# Lèmur nan de Groves
El lèmur nan de Groves (Cheirogaleus grovesi) és una espècie de primat de la família dels quirogalèids. És endèmic del sud-est de Madagascar. Té l'esquena, les extremitats i el cap de color marró rogenc. La panxa és de color gris rogenc. Fou anomenat en honor del mastòleg australià Colin Groves. Com que fou descoberta fa poc, encara no s'ha avaluat l'estat de conservació d'aquesta espècie.